# Kanton Cumandá
Der Kanton Cumandá befindet sich in der Provinz Chimborazo zentral in Ecuador. Er besitzt eine Fläche von 159 km². Im Jahr 2020 lag die Einwohnerzahl schätzungsweise bei 18.000. Verwaltungssitz des Kantons ist die Kleinstadt Cumandá mit 8626 Einwohnern (Stand 2010).

## Lage
Der Kanton Cumandá liegt im Südwesten der Provinz Chimborazo. Das Gebiet liegt an der Westflanke der Anden. Es wird im Süden vom Río Chanchán sowie im Norden vom Río Chimbo begrenzt. Die Fernstraße E487 (El Triunfo–Villa La Unión) durchquert den Hauptort Cumandá, der in einem knapp einen Kilometer breiten Streifen zwischen den beiden Flüssen liegt.
Der Kanton Cumandá grenzt Osten an den Kanton Alausí, im Süden an die Provinz Cañar, im Südwesten, im Westen sowie im Nordwesten an die Provinz Guayas sowie im Norden an die Provinz Bolívar.

## Verwaltungsgliederung
Der Kanton Cumandá ist deckungsgleich mit der gleichnamigen Parroquia urbana („städtisches Kirchspiel“).

## Geschichte
Cumandá wurde 1968 eine Parroquia rural im Kanton Alausí. Der Kanton Cumandá wurde am 28. Januar 1992 eingerichtet. Der Name geht auf den Roman "Cumandá" des ecuadorianischen Schriftstellers und Politikers Juan León Mera zurück.